# Natale Chiaudani
Natale Chiaudani (Tortona, 13 settembre 1960) è un cavaliere italiano specializzato nel salto ostacoli.

## Carriera
Allievo di Piero D'Inzeo, ha disputato i Giochi olimpici del 1996 nel Salto ostacoli individuale e a squadre, montando lo stallone grigio Rheingold de Luyne.
Sempre su Rheingold de Luyne prende parte ai Campionati europei di salto ostacoli di San Gallo nel 1995 (9º posto nel salto a squadre, 23º nell'individuale) e Mannheim nel 1997 (8º nel salto a squadre, 38º nell'individuale.
Ha vinto la medaglia d'argento a squadre ai Giochi del Mediterraneo di Bari nel 1997, e quella d'oro ai Giochi del Mediterraneo del 2005. Ha inoltre vinto due "Coppe degli Assi" a Palermo (2005 e 2006) su Harianne d'Autieux,
Nel 2008 con la cavalla olandese Seldana vince 3 GP, arrivando a 6 Gran Premi internazionali vinti nell'anno.
Nel 2009, sempre su Seldana, dopo il 4º posto nel Gran Premio Roma a Piazza di Siena, vince con la nazionale la finale del circuito di Top League a Dublino (Meydan FEI Nations Cup 2009) e nel mese di agosto l'argento agli Europei di Windsor. Nel 2010 riesce a qualificarsi per la finale di Coppa del Mondo e ottiene il 12º posto.
Nel 2012, dopo il 7º posto nel Gran Premio Roma di Piazza di Siena, arriva per la prima volta alla medaglia d'oro ai Campionati italiani su Almero 12.
Nel 2012 è stato scelto come mossiere del Palio di Siena del 2 luglio, vinto poi dall'Onda.
Nel 2015 ha vinto la medaglia d'argento ai Campionato Italiano Assoluto, montando Almero 12.